# Свети Николай (Богатско)
„Свети Николай“ (на гръцки: Αγίου Νικολάου) е православна църква в костурското село Богатско (Вогацико), Егейска Македония, Гърция, част от Сисанийската и Сятищка епархия.
Църквата е разположена на 300 m източно от селото, в подножието на Саракина. В архитектурно отношение е еднокорабна базилика с дървен покрив, покрит с плочи. Изградена е от варовик. Дължината на храма е 9 m, ширината му е 5 m, а височината на страничните му стени е 3,5 m. В светилището има две ниши. Централната конха е вписана изцяло в източната стена. Не е запазен ктиторски надпис и по архитектурните особености се предполага, че вероятно е издигната в средата на XVIII век. Храмът има забележителни стенописи и красив резбован иконостас от следващия век.